# 大衛·普里諾西爾
大衛·普里諾西爾（David Prinosil，1973年3月9日—）是一位德國職業網球運動員，1991年轉職業。
他出生于捷克，后迁居德国。1996年奥运会上，他代表德国参加网球双打比赛，并获得铜牌。2000年，他获得温伯顿网球锦标赛男子第四名，并在1999年意大利公开赛、2000年巴黎大师杯上都进入四强。2001年，他获得最高的ATP世界排名是第28名。

## 外部連結
- 大衛·普里諾西爾（英文/西班牙文）的官方資料
- 大衛·普里諾西爾的國際網球總會 職業／青少年 官方資料（英文）
- 大衛·普里諾西爾的官方資料（英文）